# Saint-Laurent-la-Conche
Saint-Laurent-la-Conche település Franciaországban, Loire megyében. Lakosainak száma 559 fő (2022. január 1.). Saint-Laurent-la-Conche Valeille, Chambéon, Feurs, Magneux-Haute-Rive, Marclopt és Saint-Cyr-les-Vignes községekkel határos.

## Népesség
A település népessége az elmúlt években az alábbi módon változott:
| Lakosok száma | 244  | 316  | 430  | 552  | 611  | 619  | 608  | 581  | 579  | 559  |
|               | 1968 | 1982 | 1990 | 2006 | 2013 | 2015 | 2017 | 2019 | 2020 | 2022 |